# Conxa Pérez Collado
Conxa Pérez Collado (Barcelona, 17 d'octubre de 1915 - Barcelona, 17 d'abril de 2014), sindicalista, activista, miliciana i lluitadora antifeixista, va néixer en una família obrera de tendència anarquista del barri de Les Corts de Barcelona.
De ben jove s'incorporà a la lluita obrera i, seguint els ideals anarquistes, es va sindicar i militar a la CNT, al sector de les arts gràfiques, on treballava. Es va implicar activament en diferents Ateneus llibertaris de l'època, com l'Ateneu Faros, i formà part de les JJLL (Joventuts Llibertàries) i de diferents grups de la FAI. Durant la postguerra visqué al carrer de la Riereta, al Raval.
Intervingué en les diferents vagues revolucionàries del moment, cosa que li comportà un temps de presó durant la República. El 1935 fou una de les membres fundadores de l'Ateneu racionalista Humanitat de Les Corts i de l'Escola autogestionària Eliseu Reclús, juntament amb els coneguts germans Carrasquer. Va participar en els combats per aturar la sublevació feixista del juliol del 36 a Barcelona i en pocs dies sortí cap al Front d'Aragó com a miliciana, per participar en els atacs de Belchite i Almudévar. Més tard, a la rereguarda, va dirigir una fàbrica de Barcelona que durant la guerra va ser col·lectivitzada, va passar de fàbrica de cosmètica a fabrica de munició i va rebre el nom popular «Del pintallavis a la bala». S'exilià a França, tot passant per diversos camps de concentració i refugis francesos, fins que el 1942 pogué retornar a Espanya amb un fill de pocs mesos. Durant la dictadura acabà obrint una parada al mercat de Sant Antoni de Barcelona, juntament amb el que va ser el seu gran company, també llibertari, Maurici Palau, des d'on continuaren l'activisme antifeixista fins als nostres dies. El 1999 entrà a formar part del Grup de Dones del 36, i, juntament amb altres dones lluitadores antifeixistes, contribuirà a recuperar la memòria històrica recorrent moltes escoles i instituts de tot Catalunya.